# シャイフ・ウヴァイス
シャイフ・ウヴァイス（Shaykh Uvays, ? - 1374年）は、ジャライル朝の第2代君主で、実質上の建国者（在位：1356年 - 1374年）。

## 生涯
ジャライル朝の始祖であるシャイフ・ハサン（大ハサン）の子。ジャライル朝はイルハン朝の重臣を代々輩出したジャライル部の貴族の出自であるが、父の代にスルドス部のシャイフ・ハサン（小ハサン）との戦いに敗れてタブリーズを中心としたアゼルバイジャンを追われ、バグダードを中心としたイラクに移っていた。
シャイフ・ウヴァイスは父の死後、あとを継いでイラクの支配者となると、スルドス部からさらにジョチ・ウルスに支配者が移っていたアゼルバイジャンを奪還し、イルハン朝西部におけるモンゴル系遊牧諸部族の盟主となった。
ウヴァイスは、それまで父を含めた諸部族が行っていたようにチンギス・カンの血を引く王子を傀儡のハンに立てることをせず、自らがチンギス・ハーンの血を引くと自称してバハードゥル・ハンを称し、イルハン朝に代わるジャライル朝の支配を確立した。しかし、ジャライル朝の時代にイルハン朝の権威が全く否定されたわけではなく、その支配の基盤は全てイルハン朝を構成したモンゴル系の遊牧軍団からなっていたし、バハードゥル・ハンの称号もイルハン朝のフレグ家最後のハンとなったアブー・サイード・ハンの尊称を踏襲したものであった。
シャイフ・ウヴァイスはペルシア文化を愛好し、その宮廷には多くの詩人や美術家、音楽家が集まり、イルハン朝の後期に東西文化の発展によってはぐくまれたイラン・イスラム文化がより一層の深化を見せた。ウヴァイス自身も優れた文化人であり、ペルシア詩をよくした。